# (9928) 1981 WE9
1981 دابليو إي 9 (ويعرف أيضًا باسم (9928) 1981 دابليو إي 9 وفق تسمية الكوكب الصغير) (بالإنجليزية: 1981 WE9)‏ هو كويكب ضمن حزام الكويكبات؛ وترتيبه 9928 من حيث الاكتشاف.
اكتُشف هذا الجُرم الفلكي بواسطة Perth Observatory ‏ في 16 نوفمبر 1981.

## وصلات خارجية
- (9928) 1981 WE9 في قاعدة بيانات مختبر الدفع النفاث لأجرام النظام الشمسي الصغيرة

- الاكتشاف · مخطط المدار ·  العناصر المدارية · المعلمات المادية

- (9928) 1981 WE9 على موقع ويكي سكاي: DSS2, SDSS, GALEX, IRAS, Hydrogen α, X-Ray, Astrophoto, Sky Map, Articles and images